# Manuela Müller
Manuela Müller (ur. 7 października 1980 w Thalwil) – szwajcarska narciarka, specjalistka narciarstwa dowolnego. Najlepszy wynik na mistrzostwach świata osiągnęła podczas mistrzostw w Deer Valley, gdzie zajęła 14. miejsce w skokach akrobatycznych. Jej najlepszym wynikiem olimpijskim jest 7. miejsce w tej samej konkurencji na igrzyskach olimpijskich w Turynie. Najlepsze wyniki w Pucharze Świata osiągnęła w sezonie 2005/2006, kiedy to zajęła 11. miejsce w klasyfikacji generalnej, a w klasyfikacji skoków akrobatycznych była trzecia.

## Osiągnięcia

### Igrzyska olimpijskie
| Miejsce | Dzień     | Rok  | Miejscowość    | Konkurencja        | Zwycięzca     |
| ------- | --------- | ---- | -------------- | ------------------ | ------------- |
| 20.     | 18 lutego | 2002 | Salt Lake City | Skoki akrobatyczne | Alisa Camplin |
| 7.      | 22 lutego | 2006 | Turyn          | Skoki akrobatyczne | Evelyne Leu   |

### Mistrzostwa świata
| Miejsce | Dzień       | Rok  | Miejscowość | Konkurencja        | Zwycięzca      |
| ------- | ----------- | ---- | ----------- | ------------------ | -------------- |
| 22.     | 20 stycznia | 2001 | Whistler    | Skoki akrobatyczne | Veronika Bauer |
| 14.     | 1 lutego    | 2003 | Deer Valley | Skoki akrobatyczne | Alisa Camplin  |
| 25.     | 18 marca    | 2005 | Ruka        | Skoki akrobatyczne | Li Nina        |

### Puchar Świata

#### Miejsca w klasyfikacji generalnej
- sezon 1999/2000: 63.
- sezon 2000/2001: 32.
- sezon 2001/2002: 22.
- sezon 2002/2003: 45.
- sezon 2003/2004: 58.
- sezon 2004/2005: 31.
- sezon 2005/2006: 11.
- sezon 2006/2007: 21.
- sezon 2008/2009: 67.

#### Miejsca na podium
1. Mont Tremblant – 13 stycznia 2002 (Skoki akrobatyczne) – 3. miejsce
2. Mont Gabriel – 8 stycznia 2006 (Skoki akrobatyczne) – 2. miejsce
3. Deer Valley – 13 stycznia 2006 (Skoki akrobatyczne) – 2. miejsce
4. Špindlerův Mlýn – 5 lutego 2006 (Skoki akrobatyczne) – 3. miejsce
5. Mont Gabriel – 7 stycznia 2007 (Skoki akrobatyczne) – 2. miejsce

- W sumie 3 drugie i 2 trzecie miejsca.